# Zajczyky
Zajczyky (ukr. Зайчики) – wieś na Ukrainie, w obwodzie chmielnickim, w rejonie chmielnickim, w hromadzie Wołoczyska. W 2001 liczyła 223 mieszkańców, wśród których 218 wskazało jako ojczysty język ukraiński, 3 rosyjski, a 2 inny.